# Ismail Marzuki
Ismail Marzuki, né le 11 mai 1914 à Batavia et mort le 25 mai 1958 à Djakarta, est un compositeur de musique et musicien indonésien, reconnu pour sa contribution significative à la musique nationale.

## Carrière
Au cours de sa carrière relativement brève, il compose entre 202 et 240 œuvres musicales, principalement entre 1931 et 1958. Son répertoire, marqué par un fort engagement patriotique, comprend des chansons emblématiques telles que Halo, Halo Bandung, Gugur Bunga et Rayuan Pulau Kelapa, mais également la musique originale du film Terang Boelan. Sa portée culturelle dépasse sa production musicale : en 1968, un centre culturel de Jakarta, le Taman Ismail Marzuki (TIM), est nommé en son honneur. En reconnaissance de ses contributions artistiques et nationale, l'État indonésien le désigne officiellement « héros national » en 2004.